# 卡麥隆·克羅維蒂
卡麥隆·克羅維蒂（英語：Cameron Crovetti，2008年3月12日—），是一位美國男演員，因在超級英雄諷刺劇集《黑袍糾察隊》中飾演萊恩·布徹而知名。

## 早年
克羅維蒂於2008年3月12日在美國加州出生。他的父親布拉德利·克蘭普（Bradley Cramp）是一名監製和編劇，母親丹妮絲·克羅維蒂（Denise Crovetti）是一名舞台劇演員，而他的姊姊伊莎貝拉·克羅韋蒂和孿生哥哥尼可拉斯（Nicholas）後來皆成為童星。在投身演藝界前，克羅維蒂曾參與競技體操，並在成為演員後仍然有在體操隊接受訓練。克羅維蒂與哥哥曾在姊姊於情境喜劇劇集《外星邻居》首次接演常設角色時到片場觀看拍攝過程，並萌生對演戲的興趣，二人在「苦苦哀求」母親幾年後終被允許參加試鏡。

## 表演生涯
克羅維蒂的早期角色包括情境喜劇劇集《黑人當道》中的迪倫2號（Dylan#2）和美法合拍電影《我們是土狼》中的提姆（Tim）。他於2018年與哥哥一同接演《美麗心計》，飾演妮可·基嫚和亞歷山大·史柯斯嘉的兒子麥斯和喬許·萊特（Josh and Max Wright）。他跟哥哥隨後再以兄弟檔接拍《當代獵巫行動》（Witch Hunt），飾演伊麗莎白·蜜雪兒的其中兩名兒子。他亦以個人身份單獨參演犯罪單元劇集《髒鬼約翰》，飾演於劇中在正鬧離婚的阿曼達·皮特和克利斯汀·史萊特的兒子。
從2020年起，克羅維蒂在超級英雄諷刺劇集《黑袍糾察隊》中出演護國超人（安東尼·斯塔爾飾）的兒子萊恩·布徹。該角色在第二季起為常設角色，並自第四季起成為主要角色。克羅維蒂在該劇的第一季首播前已經參與試鏡，他當時只知道所分配的角色是護國超人的兒子，對其他細節一無所知，而他僅憑自己對劇集氛圍的想像演出，最終在一個月後被錄取。克羅維蒂形容萊恩的角色線主要會在選取護國超人還是屠夫作為父親之間搖擺，但在第3季末偏向護國超人一方，而該角色的立場之後會偏向「比較不好」的一面。2022年，他與哥哥和娜奥米·沃茨一同主演恐怖電影《晚安媽咪》，並在動作驚慄電影《灰影人》中飾演年輕版的「新銳六號」（雷恩·葛斯林飾）。他亦在同年起於兒童動畫劇集《拯救隊小英雄》中聲演常設角色哈里·哈法撒（Harry Haphazard）。翌年，克羅維蒂參演恐怖電影《甲骨文》，以及在動作驚慄電影《滅世男孩》中與哥哥飾演年輕版的「男孩」（比爾·斯卡斯加德飾）。

## 作品列表

### 電影
| 年份 | 標題             | 角色                   | 註     |
| ---- | ---------------- | ---------------------- | ------ |
| 2018 | 我們是土狼       | 提姆（Tim）               | [ 2 ]  |
| 2021 | 當代獵巫行動（Witch Hunt） | 科里（Corey）               | [ 7 ]  |
| 2022 | 晚安媽咪         | 埃利亞斯（Elias）           | [ 12 ] |
| 2022 | 灰影人           | 年輕的「新銳六號」（Young Sierra Six） | [ 14 ] |
| 2023 | 甲骨文           | 蔡斯（Chase）               | [ 16 ] |
| 2023 | 滅世男孩         | 年輕的「男孩」（Young Boy）     | [ 17 ] |

### 電視劇
| 年份      | 標題         | 角色              | 註                                       |
| --------- | ------------ | ----------------- | ---------------------------------------- |
| 2017      | 黑人當道     | 迪倫2號（Dylan#2）       | 客串；1集                                |
| 2017—2019 | 美麗心計     | 麥斯·萊特（Josh Wright）     | 常設；14集                               |
| 2018      | 單親聯盟     | 卡羅（Carol）          | 客串；1集                                |
| 2020      | 髒鬼約翰     | 萊恩·博德里克（Ryan Boderick） | 常設（第2季）；6集                       |
| 2020至今  | 黑袍糾察隊   | 萊恩·布徹         | 主要角色（第4季），常設（第2—3季）；16集 |
| 2022—2023 | 拯救隊小英雄 | 哈里·哈法撒（Harry Haphazard）   | 常設；6集                                |

## 獎項與提名
| 年份 | 獎項                 | 類別                   | 作品     | 結果 | 參     |
| ---- | -------------------- | ---------------------- | -------- | ---- | ------ |
| 2020 | 第26屆美國演員工會獎 | 劇情類影集最佳整體演出 | 美麗心計 | 提名 | [ 19 ] |

## 外部連結
- 卡麥隆·克羅維蒂在互联网电影资料库（IMDb）上的資料（英文）